# Ben Bassaw

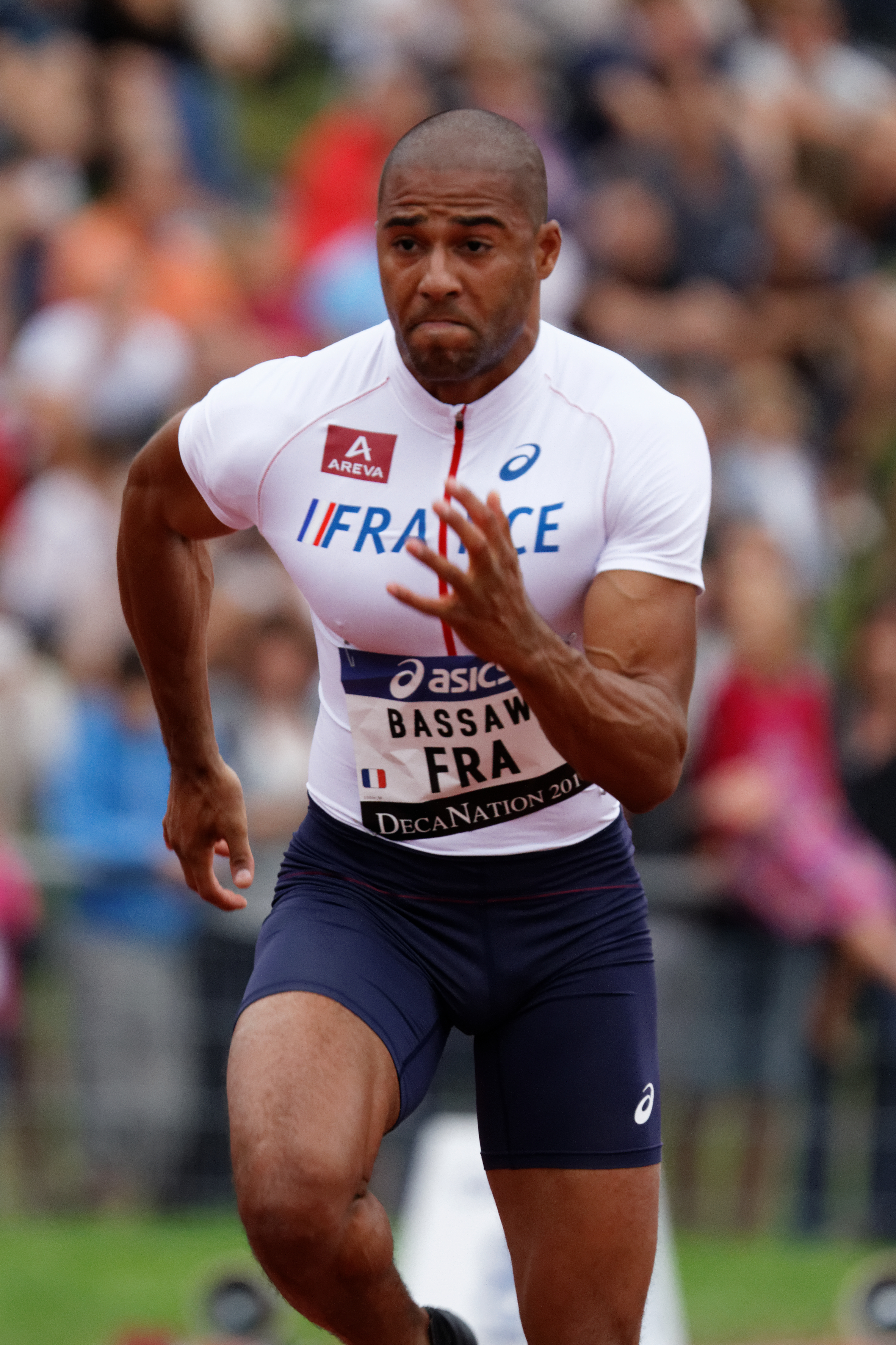
Ben Bassaw, 2014

Ben Bassaw (* 9. Juli 1989 in Angoulême) ist ein französischer Sprinter.
Bei den Europameisterschaften 2012 in Helsinki erreichte er über 200 Meter das Halbfinale.
2014 kam er bei den World Relays in Nassau in der 4-mal-200-Meter-Staffel mit Christophe Lemaitre, Yannick Fonsat und Ken Romain auf den dritten Platz, wobei das französische Quartett mit 1:20,66 min den aktuellen Europarekord aufstellte. Bei den Europameisterschaften in Zürich erreichte er über 200 Meter das Halbfinale und gewann in der 4-mal-100-Meter-Staffel Bronze.

## Persönliche Bestzeiten
- 60 m: 6,70 s, 13. Februar 2014, Lyon
- 100 m: 10,31 s, 8. Juni 2012, Poitiers
- 200 m: 20,43 s, 23. Juli 2014, La Roche-sur-Yon